# Algés
Algés era una freguesia portuguesa del municipio de Oeiras, distrito de Lisboa.

## Localización
Es una de las poblaciones situadas en la margen oeste de Lisboa. Pertenece a la subregión del Gran Lisboa.

## Historia
Fue suprimida el 28 de enero de 2013, en aplicación de una resolución de la Asamblea de la República portuguesa promulgada el 16 de enero de 2013 al unirse con las freguesias de Cruz Quebrada-Dafundo y Linda-a-Velha, formando la nueva freguesia de Algés, Linda-a-Velha e Cruz Quebrada-Dafundo.

## Economía
En él se puede visitar el Palacio Anjos, y sus calles llenas de comercio. Donde antiguamente existía una plaza de toros, ahora se puede ver una rotonda. También se puede visitar su pintoresca plaza de compras. También se puede ver el río Tajo, junto con los trenes. Dicha ubicación también es conocida como el punto de partida para Lisboa pues de ahí salen todos los autobuses eléctricos y trenes hacia la capital.

## Patrimonio
- Crucero de Algés
- Palacio Anjos
- Palacio Ribamar